# Colosenses 3

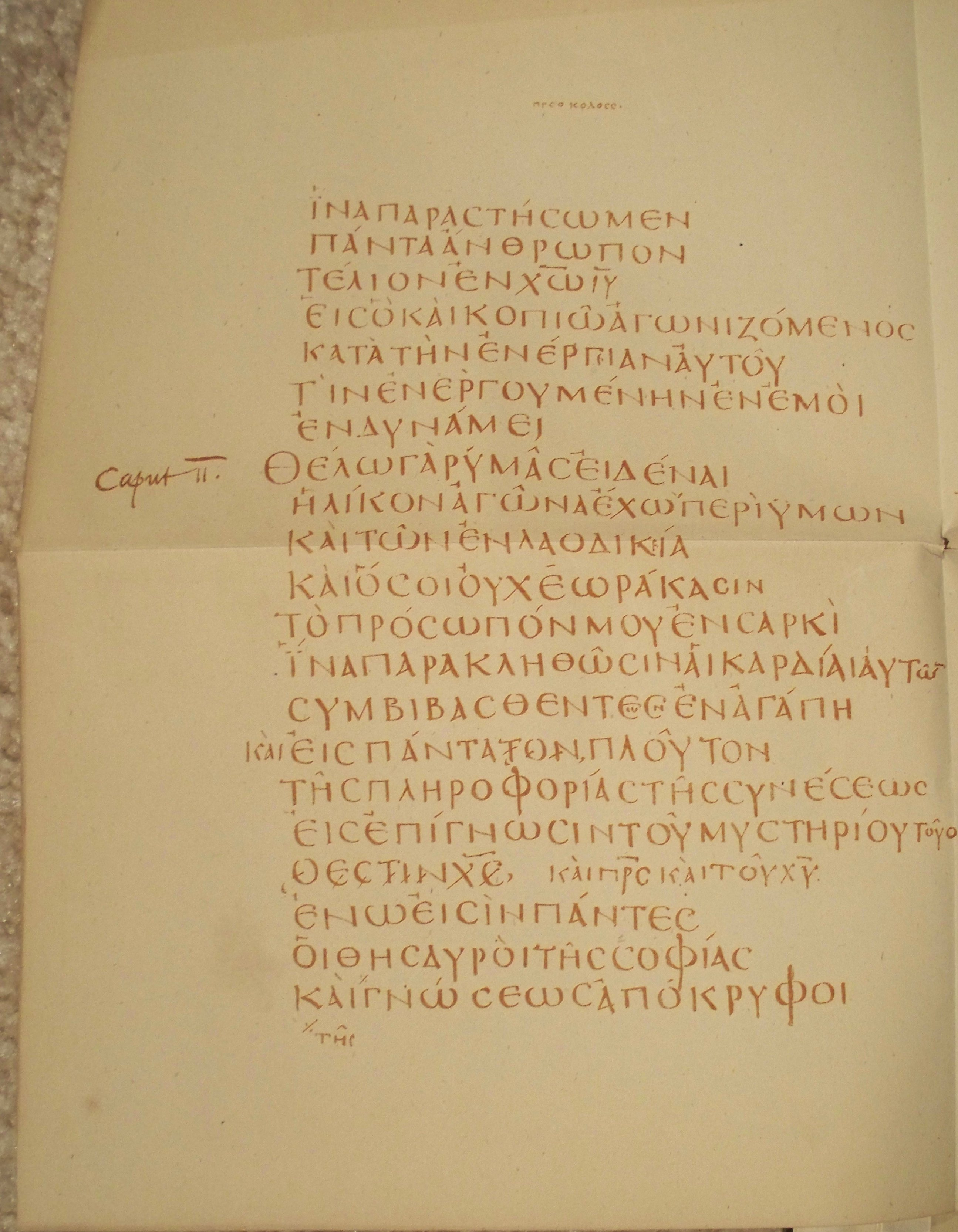
Página que contiene la Epístola a los Colosenses 1:28-2:3 en el Códice Claromontano que se cree fue creado en el año 550 d.C.

 Colosenses 3 es el tercer capítulo de la Epístola a los Colosenses es el duodécimo libro del Nuevo Testamento de la Biblia cristiana. Fue escrito, según el texto, por Pablo el Apóstol y Timoteo, y dirigido a la iglesia en Colosas, una pequeña ciudad de Frigia cerca de Laodicea y aproximadamente a 100 millas (160,9 km) de Éfeso en Asia Menor. 

## Texto
- La carta original fue escrita en griego koiné y dirigida a la iglesia de la ciudad de Colosas.
- Algunos de los manuscritos más antiguos que contienen copias de este capítulo incluyen
  - Papiro 46 (se cree que fue realizado alrededor del año 200 d. C.)
  - Códice Vaticano (escrito ~325-350 d. C.)
  - Códice Sinaítico (~330-360 M)
  - Códice Alejandrino (~400-440 M)
  - Codex Ephraemi Rescriptus (~450 d. C.; conserva los versículos 3-29)
  - Codex Freerianus (~450 d. C.; se conservan los versículos 1-4, 10-12, 20-22, 27-29)
  - Códice Claromontano (~550 M)
  - Códice Coisliniano (~550 d. C.)
- Este capítulo está dividido en 25 versículos.
- Este capítulo y los siguientes contiene la llamada a que los colosenses lleven una «vida nueva en Cristo» con especial atención a que «busquen las cosas  de arriba», se «alejen del pecado», que progresen en la vida interior y unas normas de «comportamiento en la vida familiar».

## Estructura
División del capítulo:
- Colosenses 3:1-4 {{{2}}} = Buscar las cosas de arriba.
- Colosenses 3:5-11 {{{2}}} = El apartamiento del pecado.
- Colosenses 3:12-17 {{{2}}} = Progreso de la vida interior.
- Colosenses 3:18-25 {{{2}}} = Comportamiento en la vida familiar.

## Versículos 1-4
1-Así pues, si habéis resucitado con Cristo, buscad las cosas de arriba, donde Cristo está sentado a la derecha de Dios; 
2-sentid las cosas de arriba, no las de la tierra. 
3-Pues habéis muerto, y vuestra vida está escondida con Cristo en Dios. 
4-Cuando Cristo, vuestra vida, se manifieste, entonces también vosotros apareceréis gloriosos con él.

### Comentario a los versículos 1-4
Por el Bautismo el cristiano participa de la vida gloriosa de Jesucristo resucitado. Por eso, Cristo debe llenar todos los horizontes de su vida. 

Mi amor está crucificado (…). No me satisfacen los alimentos corruptibles y los placeres de este mundo. Lo que yo quiero es el pan de Dios, que es la carne de Cristo, nacido de la descendencia de David, y no deseo otra bebida que su sangre, que es la caridad incorruptible.

El deseo de vivir con Cristo proporciona una nueva perspectiva a la existencia en este mundo: 

Los cristianos, peregrinando hacia la ciudad celeste, deben buscar y gustar las cosas de arriba (cfr vv. 1-2), lo cual en nada disminuye la importancia de la obligación que les incumbe de trabajar con todos los hombres en la construcción de un mundo más humano.

## Versículos 5-11
En este capítulo el apóstol Pablo inssta a los colosenses a apartarse del pecado de laa siguiente forma:
5-Mortificad, pues, lo que hay de terrenal en vuestros miembros: la fornicación, la impureza, las pasiones, la concupiscencia mala y la avaricia, que es una idolatría. 
6-Por ellas viene la ira de Dios sobre los hijos de la incredulidad. 
....
9-No os engañéis unos a otros, ya que os habéis despojado del hombre viejo con sus obras 
10-y os habéis revestido del hombre nuevo, que se renueva para lograr un conocimiento pleno según la imagen de su creador, 
11-para quien no hay griego o judío, circuncisión o no circuncisión, bárbaro o escita, siervo o libre, sino que Cristo es todo en todos.

### Comentario a los versículos 5-11
El «hombre viejo» (v. 9) es el que se deja dominar por las inclinaciones de la concupiscencia desordenada. El discípulo de Cristo, que ha sido renovado y vive para el Señor, posee un nuevo y más perfecto conocimiento de Dios y del mundo, ve las cosas con una perspectiva más alta, con visión sobrenatural, que no es sino 

...dejarse mover y poseer por la poderosa mano del autor de todo bien.

## Versículos 12-17
A lo largo de estos versículos, el apóstol habla sobre el crecimiento de la vida interior.
12-Por tanto, como elegidos de Dios, santos y amados, revestíos de entrañas de misericordia, de bondad, de humildad, de mansedumbre, de paciencia. 
13-Sobrellevaos mutuamente y perdonaos cuando alguno tenga queja contra otro; como el Señor os ha perdonado, hacedlo así también vosotros.
....
16-Que la palabra de Cristo habite en vosotros abundantemente. Enseñaos con la verdadera sabiduría, animaos unos a otros con salmos, himnos y cánticos espirituales, cantando agradecidos a Dios en vuestros corazones. 
17-Y todo cuanto hagáis de palabra o de obra, hacedlo todo en nombre del Señor Jesús, dando gracias a Dios Padre por medio de él.

### Comentario a los versículos 12-17
Las virtudes que enumera el Apóstol como características del hombre nuevo son diversas manifestaciones de la caridad, que es el «vínculo de la perfección» (v. 14). 

Si el amor no va por delante, no se cumplirá ninguno de los preceptos. Pues sólo dejamos de hacer el mal a los demás y nos preocupamos de hacer el bien, cuando amamos a los demás.

Haciendo las cosas bien, por amor, todas las realidades auténticamente humanas son santificables y deben ser santificadas (v. 17). 

Os aseguro (…) que cuando un cristiano desempeña con amor lo más intranscendente de las acciones diarias, aquello rebosa de la trascendencia de Dios. Por eso os he repetido, con un repetido martilleo, que la vocación cristiana consiste en hacer endecasílabos de la prosa de cada día. En la línea del horizonte (…) parecen unirse el cielo y la tierra. Pero no, donde de verdad se juntan es en vuestros corazones, cuando vivís santamente la vida ordinaria.

## Versículos 18-25
En estos últimos versículos del tercer capítulo, Pablo se centra en dar unos consejos sobre el comportamiento en la vida familiar.
18-Mujeres: estad sujetas a vuestros maridos, como conviene en el Señor. 
19-Maridos: amad a vuestras mujeres y no seáis ásperos con ellas. 
20-Hijos: obedeced en todo a vuestros padres, pues esto es agradable al Señor. 
21-Padres: no os excedáis al reprender a vuestros hijos, no sea que se vuelvan pusilánimes.
....
23-Todo cuanto hagáis hacedlo de corazón, como hecho para el Señor y no para los hombres, 
24-sabiendo que recibiréis del Señor el premio de la herencia. Servid a Cristo, el Señor.

### Comentarios a los versículos 18-25
Aplicar las enseñanzas de la doctrina cristiana en la vida familiar se fundamenta en la caridad y en una conducta orientada hacia Dios. Esto da un sentido espiritual y trascendente a los roles de padres e hijos, que dejan de ser solo obligaciones sociales y se convierten en una vocación de amor y respeto mutuo, guiada por los valores de la fe. Así, cada miembro de la familia contribuye al bienestar común desde una perspectiva que integra principios religiosos y éticos en su relación diaria.

En toda familia debe haber un «intercambio educativo entre padres e hijos (cfr Ef 6,1-4; Col 3,20 s.), en que cada uno da y recibe. Mediante el amor, el respeto y la obediencia a los padres, los hijos aportan su específica e insustituible contribución a la edificación de una familia auténticamente humana y cristiana (cfr Gaudium et spes, n. 48). Cumplirán más fácilmente esta función si los padres ejercen su autoridad irrenunciable como un verdadero y propio “ministerio”, esto es, como un servicio ordenado al bien humano y cristiano de los hijos, y ordenado en particular a hacerles adquirir una libertad verdaderamente responsable.

## Versículos 26-4:1
Estos úktimos versículos escritos obre los amos y los siervos son de especial importancia para aquella época en que la servidumbre era tan radical que el amo podía hacer lo que quisiera del siervo. Con estos consejos Pablo da un sentido diferente a la idea de servir así como a la de ser amo, que no tiene derecho a todo sobre el sirvo. Las relaciones «amo-siervo» las lleva Pablo al extremo de tratarse uno a otro de corazón, con amor cristiano.
22-Siervos: obedeced en todo a vuestros amos de la tierra, no sólo para que os vean, como quien busca complacer a los hombres, sino con sinceridad de corazón y con temor del Señor. 
23-Todo cuanto hagáis hacedlo de corazón, como hecho para el Señor y no para los hombres, 
24-sabiendo que recibiréis del Señor el premio de la herencia. Servid a Cristo, el Señor. 
25-Porque el que obra injustamente recibirá lo merecido por la injusticia que hizo, ya que no hay acepción de personas. 
4 Col 1-Amos: dad a vuestros siervos lo que es justo y equitativo, sabiendo que también vosotros tenéis un Amo en el cielo 

### Comentario a los versículos 26-4:1
Para Dios no hay diferencia entre siervo y libre, pues «en Dios no hay acepción de personas» (v. 25). Desde esa perspectiva de la igualdad radical, el cristiano está llamado en cada momento a reflexionar sobre las relaciones laborales en su época, ya que 

...no hay duda de que el trabajo humano tiene un valor ético, el cual está vinculado completa y directamente al hecho de que quien lo lleva a cabo es una persona, un sujeto consciente y libre (…). En esta concepción desaparece casi el fundamento mismo de la antigua división de los hombres en clases sociales, según el tipo de trabajo que realizasen.

A pesar de los lentos progresos que se han dado a lo largo de la historia en ese ámbito, es mucho lo que todavía queda por hacer: 

Hace falta el esfuerzo interior del espíritu humano, guiado por la fe, la esperanza y la caridad, con el fin de dar al trabajo del hombre concreto, con la ayuda de estos contenidos, aquel significado que el trabajo tiene ante los ojos de Dios, y mediante el cual entra en la obra de la salvación al igual que sus tramas y componentes ordinarios, que son al mismo tiempo particularmente importantes 